# Motofumi Kojima
Motofumi Kojima (1966) es un deportista japonés que compitió en triatlón. Ganó una medalla de bronce  en el Campeonato Asiático de Triatlón de 1998.

## Palmarés internacional
| Campeonato Asiático | Campeonato Asiático | Campeonato Asiático | Campeonato Asiático |
| Año                 | Lugar               | Medalla             | Prueba              |
| ------------------- | ------------------- | ------------------- | ------------------- |
| 1998                | Changi (Singapur)   | Medalla de bronce   | Individual          |